# Гуго II Яффський
Гуго II Яффський (фр. Hugues II du Jaffa; прибл. 1106—1134), також відомий як Гуго де Пюізе (фр. Hugh du Puiset) — хрестоносець і граф Яффо. У 1134 році він підняв повстання проти єрусалимського короля Фулька і після приборкання заколоту та замаху на Гуго в Єрусалимі, відбув у вигнання до Апулії, де його родич Рожер II Сицилійський надав йому графство Гаргана.

## Прибуття в Єрусалимське королівство
Гуго був сином Гуго I Яффського та його дружини Маміли (або Мабіли). За словами Вільгельма Тірського, Гуго I прибув до Єрусалиму з Ле-Пюїзе на паломництво під час правління Балдуїна II, і Гуго II народився під час цієї подорожі в Апулії. Однак, згідно з Джоном Л. Ла Монте, більш імовірно, що Гуго I прибув на схід разом з Боемундом Тарентським у 1106 році. У будь-якому випадку, Гуго I після свого прибуття до Єрусалимського королівства був  призначений графом Яффо (королем Балдуїном I, якщо це відбулось в 1106 році), але незабаром помер.
Коли Гуго II досяг повноліття, він прибув до Єрусалиму, щоб претендувати на батьківську спадщину в Єрусалимському королівстві і одружився тут з Емелотою (або Еммою), племінницею патріарха Арнульфа Шокського. Гуго був родичем королеви Мелісенди, дружини короля Фулька, оскільки їхні батьки Гуго I і Балдуїн II були двоюрідними братами, а бабуся Мелісенди, яку також звали Мелісенда, була сестрою бабусі Гуго Аліси. У Гуго були близькі стосунки з Мелісендою, але «ходили чутки, що він перебуває із королевою у надто близьких стосунках…» (Вільгельм Тірський, 14.16), через що у нього виник конфлікт із ревнивим Фульком. Також подейкували, що Гуго був просто зарозумілим і відмовився віддати омаж Фульку. Останній слух, здається, є підставою розповіді Ордерика Віталія. За його словами, Гуго та інші дворяни були ображені на Фулька, який після обрання королем наблизив до себе анжуйських дворян і радників і ігнорував місцевих баронів королівства.

## Повстання проти Фулька
У 1134 році Гуго, здається, підняв повстання проти Фулька разом з Романом де Пюїзе, сеньйором Зайордання. Згідно з Вільгельмом Тірським, пасинок Гуго Вальтер I Греньє, лорд Кесарії (син Емелоти від її першого шлюбу з Євстахієм Греньє) звинуватив Гуго у зраді та змові на засіданні Верховного суду. Можливо Вальтер зробив це за наполяганням самого Фулька. Гуго відкинув звинувачення, і було вирішено, що справу буде вирішено шляхом судового поєдинку. Коли призначений день настав, Гуго не з'явився, і його визнали винним заочно.
Гуго уклав союз з єгипетським містом Аскалон, після чого Фульк пішов в похід на Яффо і взяв місто в облогу. Васали Гуго, включаючи Балдуїна з Рамли та Барісана з Яффо, не підтримали Гуго і «мудро звернулися до короля». Звичайним покаранням за такі дії було постійне вигнання та конфіскація територій зрадників, але в цьому випадку, можливо через високий статус Гуго в королівстві та його стосунки з королевою, патріарх Вільгельм виступив посередником у суперечці і Гуго був засланий у вигнання лише на три роки.

## Спроба вбивства

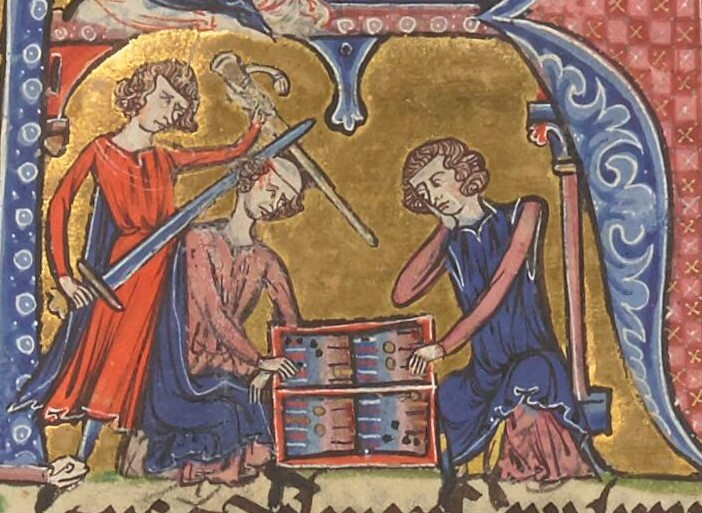
Бретонський лицар намагається вбити Г'ю.

Гуго міг вільно залишатися в Єрусалимі, чекаючи на корабель, який відвезе його у вигнання. Одного разу під час гри в кості на вулиці на нього жорстоко напав бретонський лицар. Лицаря швидко схопили й засудили:
Для доказу злочину не було потрібно ні обвинувача, ні свідків, бо він був добре відомий усім. Тому, оскільки регулярний судовий процес був непотрібним, король наказав винести вирок, який відповідає його провині. Відповідно суд зібрався, і вбивцю було одностайно засуджено до покарання у вигляді каліцтва кінцівок. Про вирок було повідомлено королю, який наказав виконати вирок.— Вільгельм Тірський, 14.18
Поширювалися чутки, що Фульк сам найняв лицаря для вбивства Гуго і громадська думка вважала Гуго невинним у звинуваченнях у державній зраді та змові. Фульк наказав «…щоб язик нападника не був понівечений», нібито для того, щоб його не звинуватили в спробі змусити лицаря замовкнути. У всякому разі, лицар стверджував, що діяв самостійно:
Неможливо було вибити від злочинця ні таємно, ні публічно, ні до, ні після виконання вироку, визнання того, що цей жахливий вчинок був здійснений за наказом або з відома короля. Навпаки, він заявив, що наважився на цей вчинок з власної ініціативи в надії отримати прихильність короля.— Вільгельм Тірський, 14.18
Проте Фульк більше не мав підтримки серед громадської думки в цій суперечці.
Гуго пробув у королівстві недовго, поки його рани загоїлися. Потім він вирушив у вигнання до Апулії, де його родич Рожер II Сицилійський назвав його графом Гаргана. Гуго так і не одужав повністю і помер незабаром після прибуття.

## Наслідки
Незалежно від того, найняв Фульк бретонського лицаря чи ні, Ганс Майєр та інші історики підозрюють його в підбурюванні Гуго до повстання, щоб Фульк міг забрати Яффу під свій контроль. Оскільки Гуго помер до закінчення трьох років вигнання, його території були конфісковані та додані до королівського домену, де вони залишалися до кінця XII століття. Для захисту від потенційних вторгнень зі сторони Єгипту, Фульк почав будувати численні замки в цьому районі, включаючи Ібелін. Внаслідок повстання колишні васали Яффи, такі як Рамла, стали більш могутніми. Надалі сеньойори Ібеліна та Рамли набудуть великої ваги у Єрусалимському королівстві.
Суперечка також призвела до розриву між Фульком і Мелісендою. Мелісенда, яка законно правила королівством самостійно з Фульком як чоловіком, була підтримана церквою та різними іншими дворянами, і Фульк та його прихильники в суперечці деякий час почувалися небажаними та навіть небезпечними. За словами Вільгельма Тірського, «з того дня король став настільки непопулярним, що… навіть у неважливих випадках він не вживав жодних заходів без її відома та допомоги» (Вільгельм Тирський, 14.18).

## Датування повстання
Раніше повстання Гуго датували 1132 роком, завдяки свідченням Вільгельма Тірського та арабського історика Ібн аль-Каланісі. Однак хронологія Вільгельма, ймовірно, заплутана, і згадки аль-Каланісі про конфлікти в королівстві, ймовірно, стосуються конфліктів між Фульком і Понсом Триполітанським в 1132 році. Оскільки Гуго фігурує як граф Яффи в хартіях, датованих 1133 і 1134 роками, дата 1134 року зараз прийнята більшістю вчених.